# Ducat de Nassau
El Ducat de Nassau (en alemany: Herzogtum Nassau) va ser un estat independent des de 1806 fins al 1866. Va ser membre de la Confederació del Rin i posteriorment de la Confederació Germànica. El territori del Ducat actualment forma part dels estats federats alemanys de Hessen i Renània-Palatinat. La capital de Nassau va ser la ciutat de Weilburg (fins al 1816) i posteriorment Wiesbaden. La seva dinastia regnant, ara extingida, va ser la Casa de Nassau. Després d'estar ocupat i annexionat pel Prússia el 1866 després de la guerra Austroprussiana, va ser succeït per la província de Hessen-Nassau.
Avui dia, el Gran Duc de Luxemburg encara utilitza el "duc de Nassau" com el seu títol secundari (pretendent), i "Príncep" o "Princesa de Nassau" s'utilitza com a títol per altres membres de la gran família ducal. Nassau també forma part del nom de la Família Reial Holandesa, que són de la Casa d'Orange-Nassau.

## Geografia
El Ducat tenia una superfície del voltant de 4.700 km², amb una extensió de 105 km de nord a sud i 75 km d'orient a occident. La seva topografia estava essencialment conformada per terres baixes, encara que es trobava travessat per la carena del Taunus, a més regat pels rius Lahn, Sieg i Rin. Confinava a l'est i al sud amb el Gran ducat de Hessen i del Rin, a l'est amb Hessen-Homburg i la Ciutat Lliure de Frankfurt, i a l'oest a la província del Rin (pertanyent a Prússia) se situava com a enclavament el districte de Wetzlar.

## Història

### Origen del Ducat

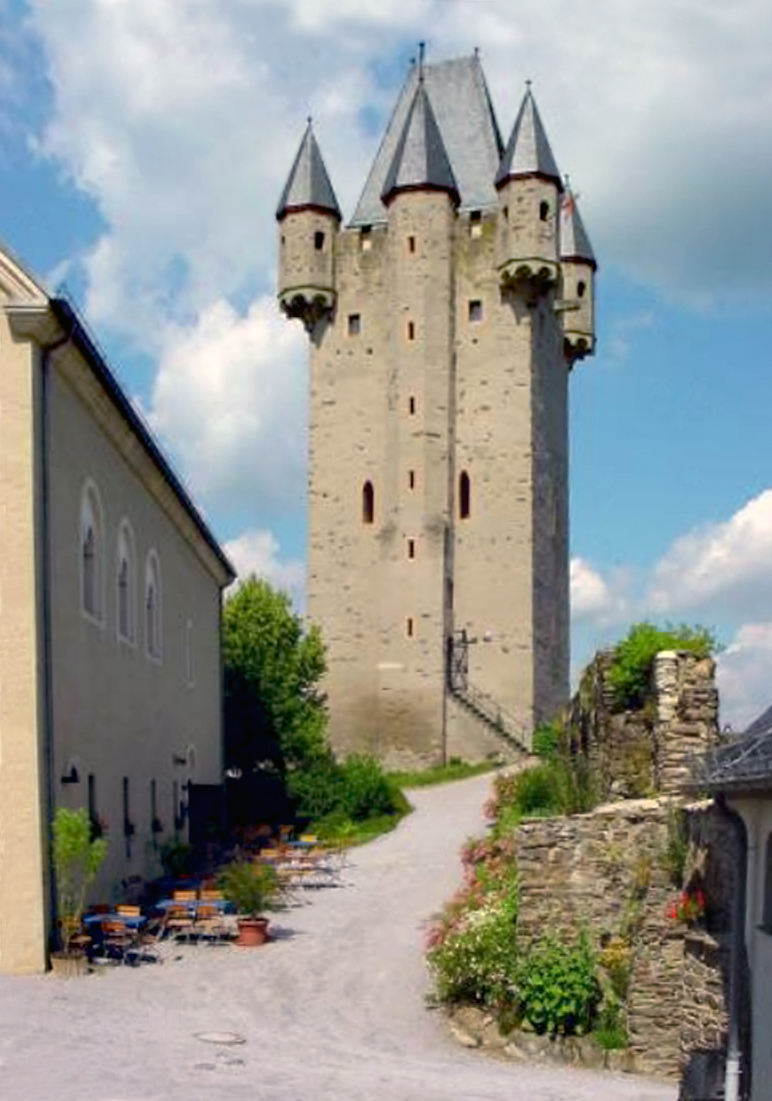
Castell de Nassau

El 17 de juliol de 1806 els antics comtats de Nassau-Usingen i Nassau-Weilburg van passar a formar part de la Confederació del Rin. Sota la pressió de Napoleó es van fusionar el 30 agost d'aquell any de manera definitiva en el "Ducat de Nassau", al capdavant del govern conjunt de Frederic August de Nassau-Usingen i del seu cosí més jove el príncep Frederic Guillem de Nassau-Weilburg. A causa que el primer no tenia hereus, va estar d'acord que Frederic Guillem fos l'únic hereu després de la seva mort. No obstant això, Frederic Guillem, va morir en un accident el 9 de gener 1816, en caure per les escales al castell de Weilburg, tan sols dues setmanes abans de la mort del seu cosí. Va ser llavors quan el seu fill Guillem es va convertir en hereu al tron i "Duc de Nassau", i va consolidar al Ducat i el va ampliar de manera significativa.

### Reformes polítiques

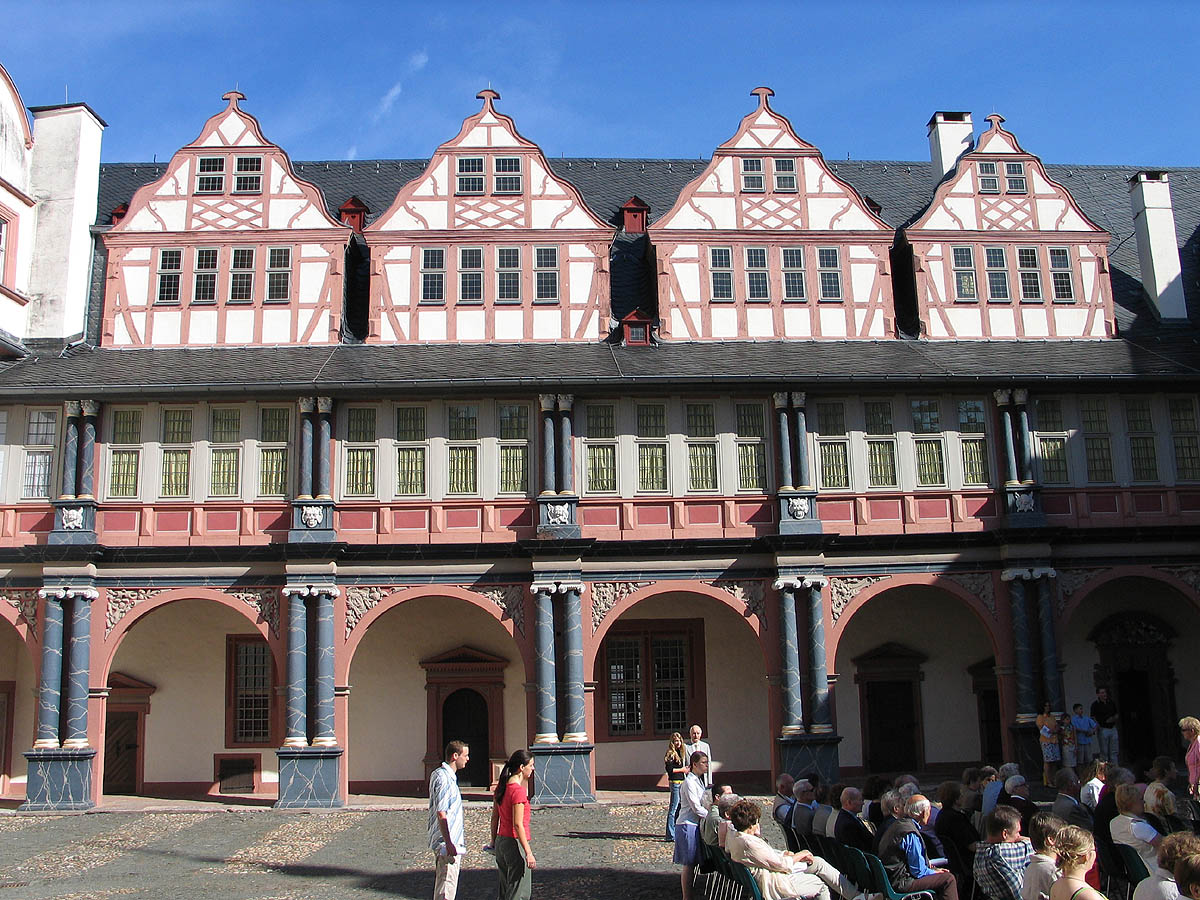
Castell de Weilburg, residència dels Ducs fins al 1817

Seguint els principis de la Il·lustració, es van avançar una sèrie de reformes com el decret de l'abolició de la servitud (1806), la llibertat d'empresa (1810) i la reforma tributària. El 1812 van ser reemplaçats un total de 991 impostos directes per propietat comuna i l'impost a certes professions, entre d'altres. A més els càstigs corporals i deshonrosos van ser abolits, i s'estableixen regulacions que promouen la responsabilitat personal en l'explotació d'aigües subterrànies i el sòl. Inicialment es trobava dividit el ducat en tres comtats de Wiesbaden, Weilburg i Ehrenbreitstein, i a partir de l'1 d'agost de 1809 es va dividir en quatre districtes.

### La Constitució de 1814

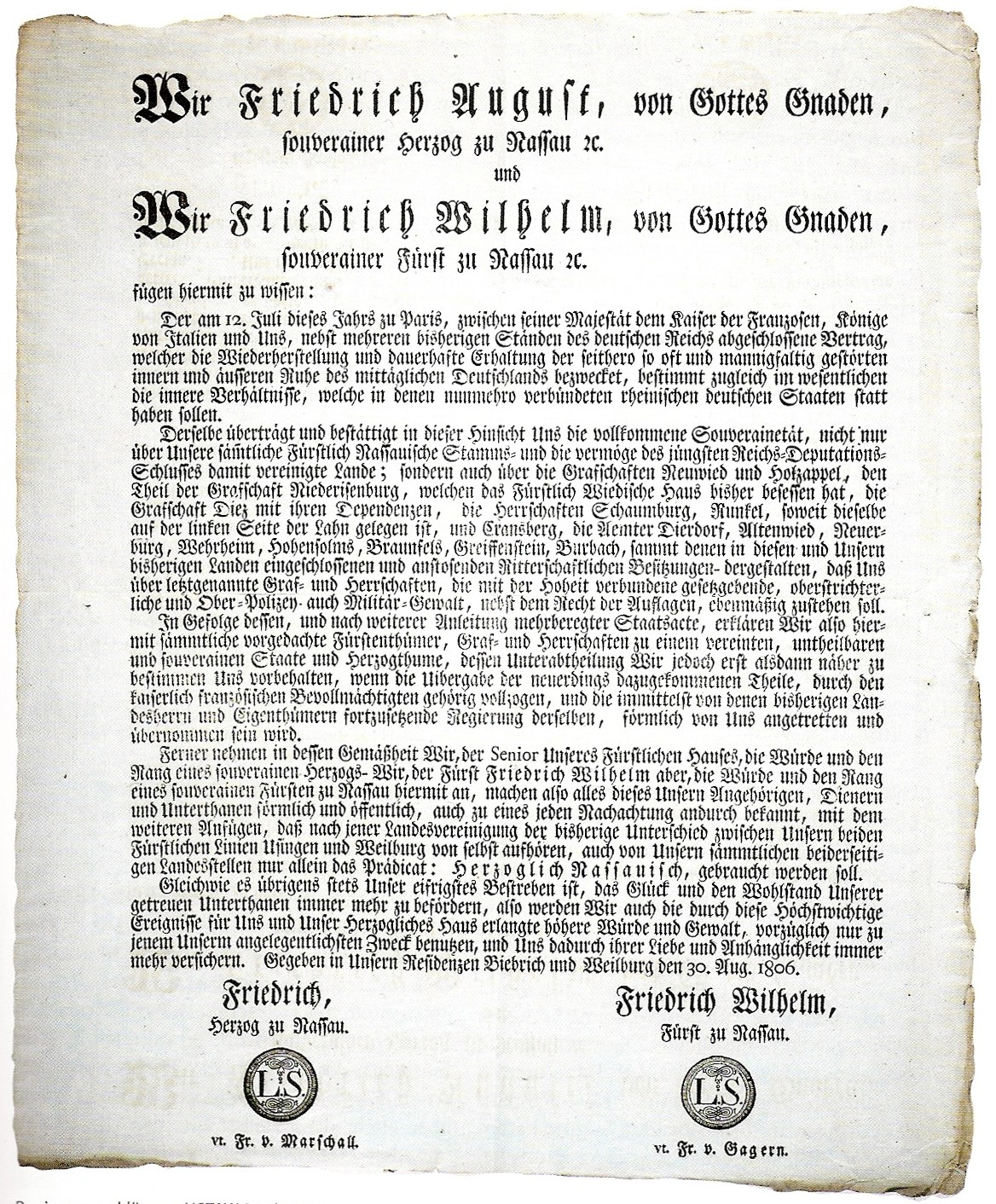
Constitució de Nassau de 1806

El 2 de setembre de 1814 es va aprovar la primera constitució moderna en un Estat alemany. Aquesta garanteix la llibertat de la propietat, la tolerància religiosa i la llibertat de la premsa. Va ser influenciada per Karl Freiherr vom Stein. El 28 de desembre 1849 la Constitució va ser substituïda per una reforma constitucional, que portava les demandes democràtiques de la Revolució de març.

### Congrés de Viena

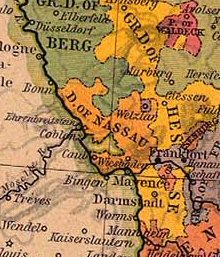
Ducat de Nassau al 1812

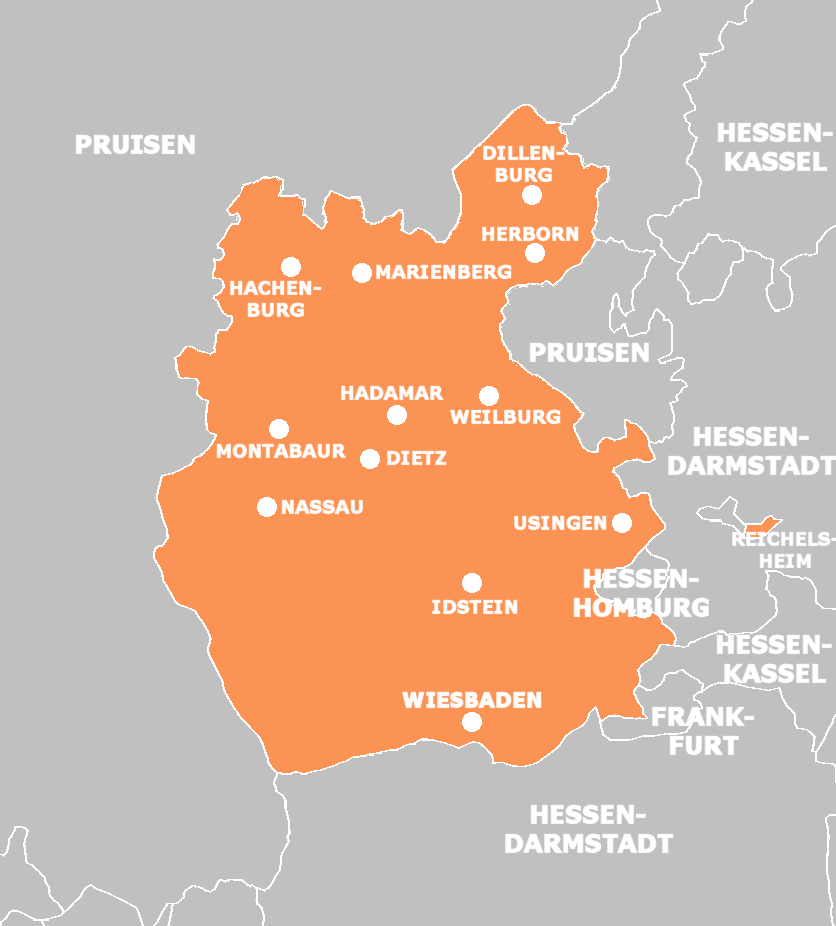
Nassau al 1848

Posteriorment al Congrés de Viena, en 1815, el Principat d'Orange-Nassau es va incorporar al Ducat de Nassau el 31 de maig d'aquell any a causa que la corona real holandesa va haver de renunciar a les seves terres ancestrals a Alemanya. Posteriorment, el ducat unificat es va unir a la Confederació Germànica, compartint el vot en aquesta amb el Ducat de Brunswick en les reunions de la dieta i amb vot individual en la Junta general. Des de 1818, per primera vegada a Alemanya, va comptar amb un sistema nacional de salut integral.

### Final del Ducat

Escut d'Armes del Ducat (1846)

Després de la derrota de l'Imperi d'Àustria en la Guerra Austroprussiana el 1866, el Ducat juntament amb altres territoris, va ser annexionat pel Regne de Prússia. El ducat es va fusionar amb l'Electorat de Hessen i la Ciutat lliure de Frankfurt, formant part de la província prussiana de Hessen-Nassau. L'últim Duc de Nassau, Adolf, que havia estat destronat, es va convertir el 1890 en Gran Duc de Luxemburg com a hereu del seu oncle Guillem III, a causa que la línia masculina de Nassau-Dillenburg s'havia extingit.

## Població
El ducat al moment de la seva fundació en 1806 tenia 302.769 habitants, els quals eren en la seva majoria agricultors, jornalers o artesans. En 1819, el set per cent dels habitants de Nassau vivien en poblacions amb més de 2.000 habitants, i el restant en 850 poblats més petits i 1.200 granges. Wiesbaden era la ciutat més poblada amb al voltant de 5.000 habitants, i amb aproximadament 2.600 habitants Limburg an der Lahn era la segona ciutat en importància. En 1847 la població va créixer a 14.000 habitants en Wiesbaden, i a 3.400 persones en Limburg.

## Religió

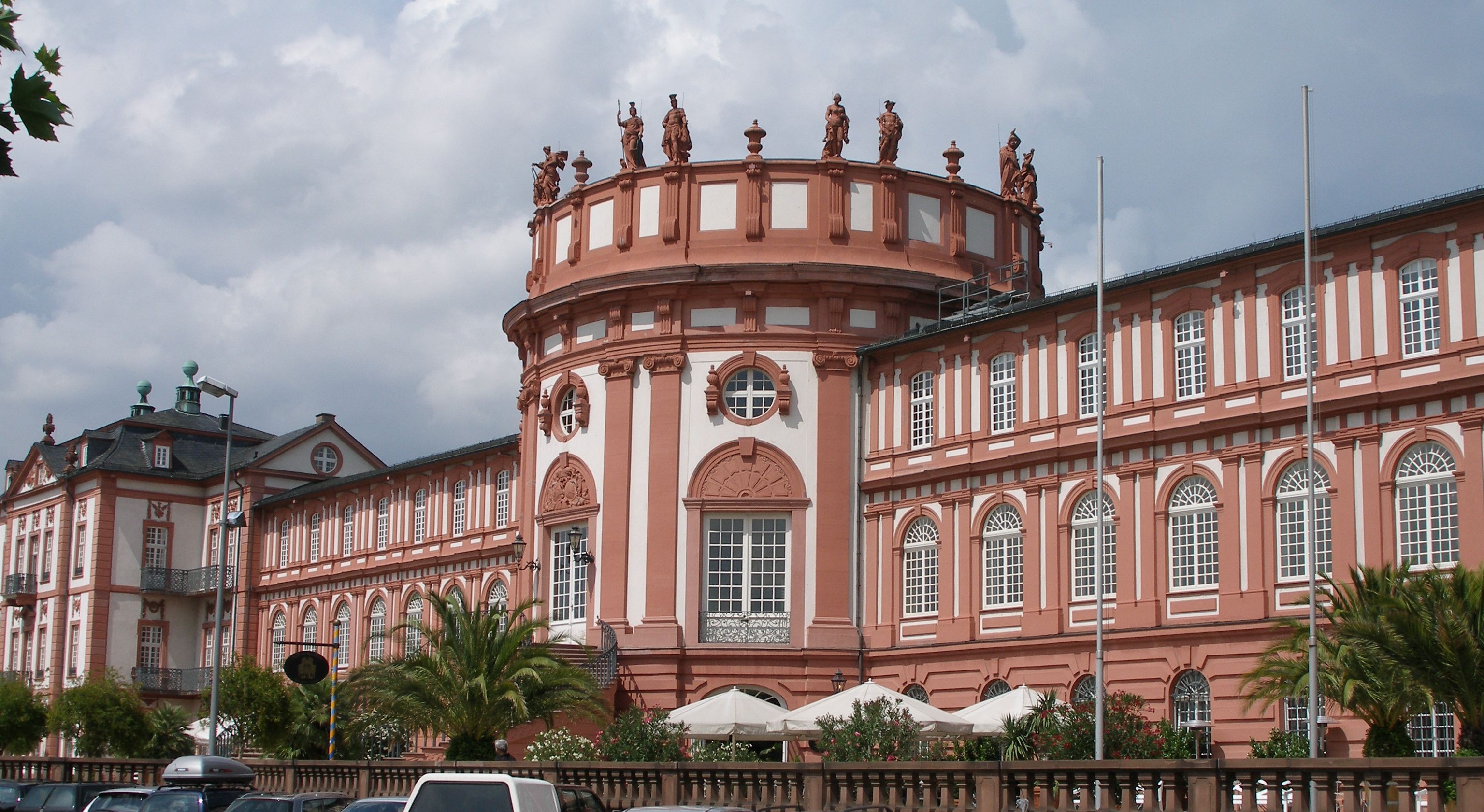
Castell de Biebrich, residència dels Ducs entre 1817 i 1841

La fusió dels dos territoris, la secularització i una major cobertura dels mitjans de comunicació van crear un estat religiós no uniforme. La divisió religiosa era en 1820: 53 % protestants i 45 % catòlics, 1,7 % jueus i un 0,06 % menonites. La majoria dels pobles i ciutats estaven dominats per alguna de les dues confessions cristianes. En 1817 es van unir les vàries denominacions protestants per formar l'Església Evangèlica Luterana a Nassau. Pel que fa a l'Església catòlica, ja en 1804 va haver-hi els primers intents de crear una diòcesi catòlica a Nassau. Però no va ser fins a 1821, que van acordar el Ducat de Nassau i la Santa Seu la fundació de la Diòcesi de Limburg, que es va dur a terme en 1827.

## Economia
La situació econòmica del petit ducat era precària. La major part del seu territori estava dedicat a l'agricultura, és així com més d'un terç de la població activa estava dedicada a l'agricultura, gairebé exclusivament conformada per explotacions familiars petites. Aquests petits agricultors en la seva majoria depenien d'un segon treball; respecte al comerç, estava conformat en la gran majoria per artesans.
La Mineria consistia principalment en l'extracció i la fosa de mineral de ferro. Mai va aconseguir construir una indústria a gran escala; les explotacions eren petites. El principal combustible es basava exclusivament en el carbó, encara que la producció no podria ser ampliada sense danyar els boscos. Així que només hi havia una ferreria el 1847 amb més de 200 empleats.

## Política del Ducat

### Parlament

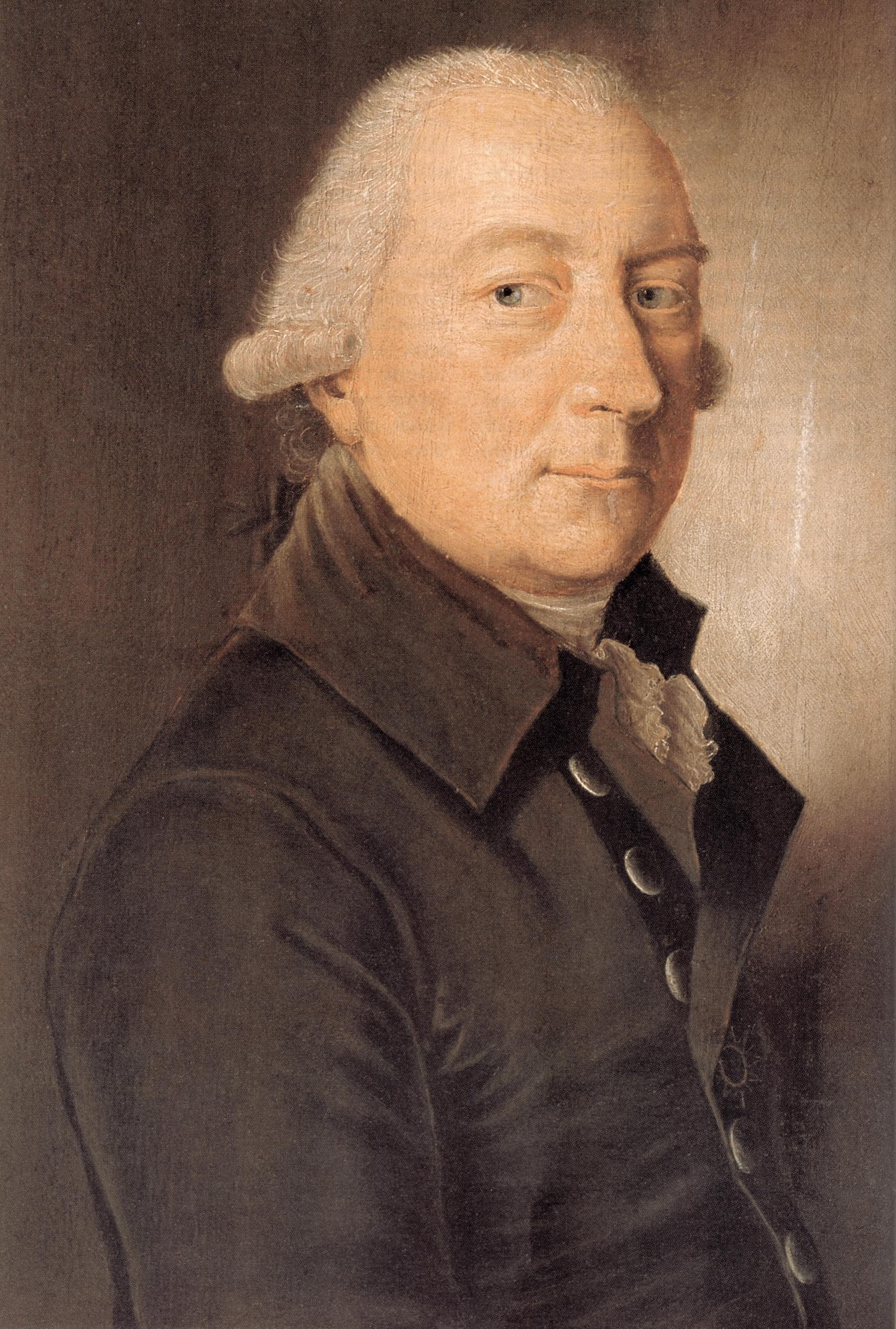
Frederic August de Nassau

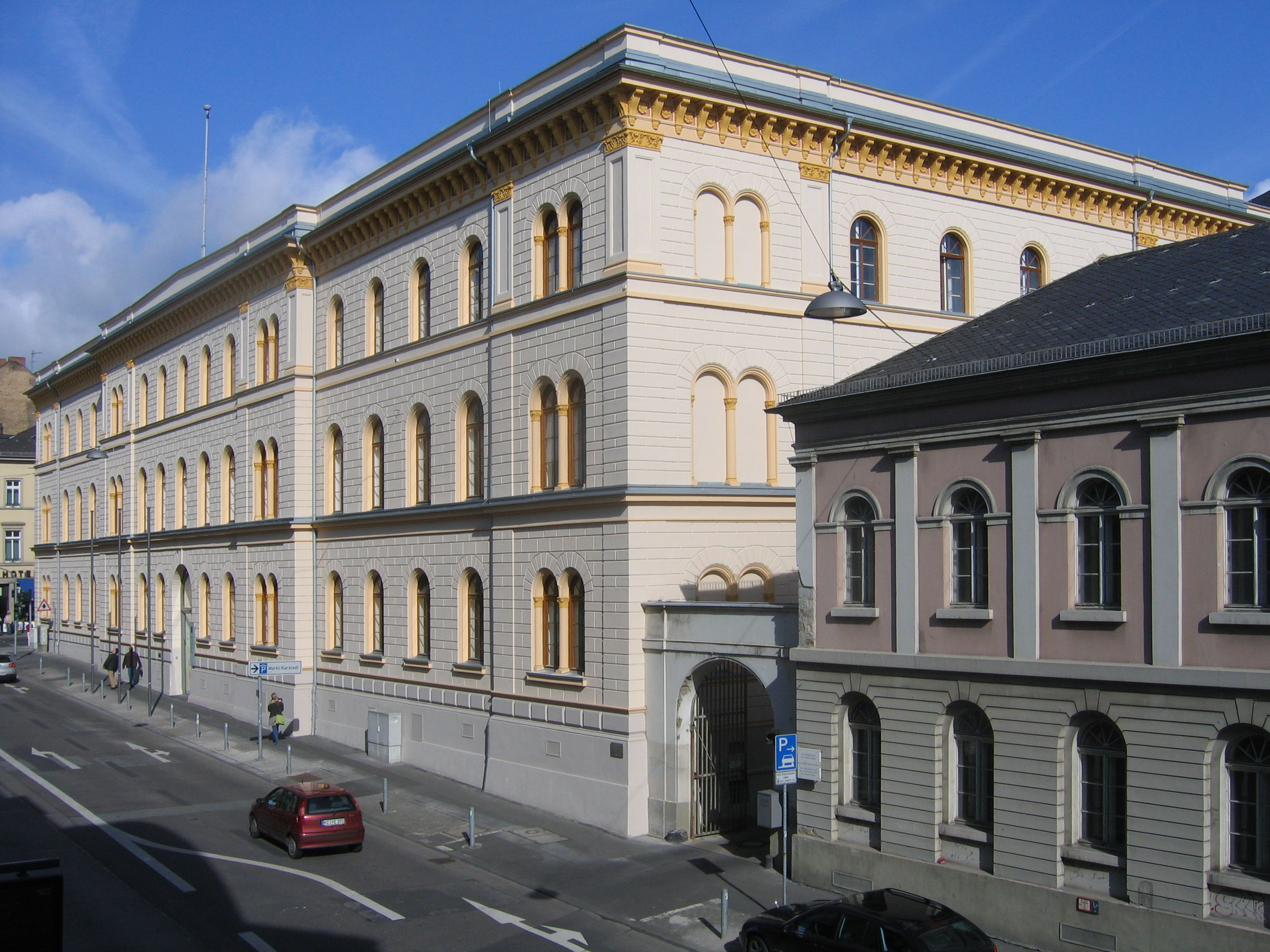
Edifici del govern central del Ducat a Wiesbaden

Segons la Constitució de 1814, el Parlament es componia de dues càmeres: una Assemblea Nacional de Diputats i una Assemblea de Senyors conformada per onze membres, on es trobaven els prínceps de la Casa de Nassau i els representants de la noblesa. Els 22 membres de la segona càmera (Assemblea Nacional de Diputats) van ser triats en gran manera mitjançant cens electoral, però els qui tenien dret d'elecció havien de ser propietaris de terres; a més hi havia tres representants del clergat i els professors. Quatre anys després de la promulgació de la Constitució, a principis de 1818 les primeres eleccions van ser reconegudes pel duc.

### Política exterior
En política exterior, l'abast del Ducat a causa de la seva reduïda grandària i la feblesa econòmica va ser sempre limitat, tant que en el període napoleònic era totalment inexistent. Pel que fa a l'exèrcit de Nassau, els seus contingents militars van ser utilitzats per Napoleó a la seva voluntat: en primer lloc en 1806 com a forces d'ocupació a Berlín; posteriorment, tres batallons van participar en el setge de Kolberg de 1807, dos regiments d'infanteria i dos esquadrons de cavalleria van estar lluitant per més de cinc anys amb Napoleó a Espanya —només la meitat van tornar. Finalment Nassau, al novembre 1813 es va canviar al costat dels aliats contra Napoleó: és així com soldats de Nassau van participar en la batalla de Waterloo.

## Ducs de Nassau
- Frederic August (30 d'agost de 1806 - 24 de març de 1816)
- Guillem I (24 de març de 1816 - 20 d'agost de 1839)
- Adolf I (20 d'agost de 1839 - 20 de setembre de 1866)